# FunBABE
Carolina Porciuncula de Azeredo (Porto Alegre, 17 de março de 1994), mais conhecida pelo nome artístico funBABE, é uma youtuber, cantora, estreamer e empresária brasileira.

## Biografia
Carolina nasceu em Porto Alegre, no ano de 1994. Filha de Verônica Porciuncula, é irmã de Rafaela e Vinicius Azeredo.

## Carreira

### 2012–presente: Carreira como influenciadora
Em 2012, Carolina criou um canal na plataforma YouTube. Inicialmente, gravava conteúdos de maquiagem, área na qual era formada, mas passou a gravar vídeos de jogos.
Segundo entrevista aos podcasts nos quais Carolina participou ao longo de sua carreira, como o PodDelas, a influenciadora foi sempre influenciada por suas figuras paternas a jogar diferentes jogos, que em determinada época, eram uma modalidade ainda "dominada" por pessoas do gênero masculino. Dessa forma, Carolina fez seu primeiro vídeo jogando The Sims 4.

### Comostreamer
Depois de algum tempo no YouTube, Carolina deicidu expandir-se para o Facebook onde começou a fazer livestreams. Atualmente, ela conta com mais de 600 mil seguidores e é uma das gamers femininas mais visualizadas do Brasil, sendo embaixadora e streamer top global.[carece de fontes?]
Em 2020, com o início da pandemia de COVID-19, Carolina havia começado a fazer lives no Facebook, a convite da empresa. Em suas cotidianas gameplays, ela jogava diversos jogos, porém, devido a uma "exigência" de seu fã-clube, funBABE começou a jogar Grand Theft Auto V em seu modo não-oficial GTA RP.[carece de fontes?]
No ano de 2020, a influenciadora abriu sua marca própria de roupas e acessórios. A youtuber abriu uma loja virtual, com diversas estampas ligadas ao seu fandom, jogos e momentos que marcam-na e seu público.
Dentre suas parcerias, as principais são Americanas, Lacoste, Oi, Monster Energy, Facebook Gaming, Cup Noodles e entre outras.

## Outros trabalhos

### Carreira musical
Em outubro de 2021, funBABE deu início a sua carreira como cantora pelo projeto Gaming Hits, onde sua música "VÍBORA", trouxe como participação MC Caverinha e Azzy. Após um curto período de tempo, ela lançou sua segunda música, "Replay", contando com a participação do cantor BIN. Um tempo depois, também lançou "Sem Freio", a última música do projeto com participação da cantora Gabily e Zaac. Em setembro de 2022, funBABE lançou a música "Lembra", cantada apenas por ela.[carece de fontes?]

### Como empresária
Foi proprietária de uma loja de roupas e acessórios homônima ao seu nome artístico, e atualmente é host de um podcast chamado Pod Dar Treta, juntamente com a streamer Diana Zambrozuski.

## Vida pessoal
A youtuber mora atualmente com seu namorado, o também streamer Vitor Fagundes Medeiros (Tilteddy), em Foz do Iguaçu. Eles criam duas cachorras, sendo elas, Mancha e Lola. Ambos criam também uma jiboia-arco-íris do Cerrado do Norte. Em 18 de setembro de 2022, Carolina criou de forma "surpresa" o canal "ViFun", na qual anunciaram implicitamente, por meio de uma estreia de sua música "Lembra", uma gravidez, que foi confirmada em seu próximo vídeo.

## Imagem pública
Carolina participou em 2021 de dois podcasts que se destacam nesta área do mundo virtual, sendo eles, Programa Eu Fico Loko, do youtuber Christian Figueiredo e sua esposa Zoo; Venus Podcast, de Criss Paiva e Yasmin Yassine; e o PODDELAS, de Tata Estaniecki e Bruna Unzueta (Boo).

## Discografia

### Singles
| Ano  | Título                                | Álbum                  |
| ---- | ------------------------------------- | ---------------------- |
| 2021 | "VÍBORA" (feat. MC Caveirinha e Azzy) | Não adicionado a álbum |
| 2021 | "REPLAY" (feat. Bin)                  | Não adicionado a álbum |
| 2021 | "Sem Freio" (feat. Gabily e MC Zaac)  | Não adicionado a álbum |
| 2022 | "Lembra" (feat. Tilteddy)             | Não adicionado a álbum |

## Prêmios e indicações
| Ano  | Prêmio                       | Categoria      | Resultado | Ref    |
| ---- | ---------------------------- | -------------- | --------- | ------ |
| 2020 | Prêmio Jovem Brasileiro 2020 | Gamer do Ano   | Venceu    |        |
| 2020 | Prêmio Jovem Brasileiro 2020 | Jovem do Ano   | Venceu    | [ 23 ] |
| 2021 | Prêmio Jovem Brasileiro 2021 | Melhor Gamer   | Indicado  |        |
| 2021 | Prêmio Jovem Brasileiro 2021 | Canal Favorito | Indicado  |        |
| 2021 | Prêmio Jovem Brasileiro 2021 | Melhor Fandom  | Indicado  |        |